# 舍利山
46°08′11″N 7°44′08″E / 46.136439°N 7.735512°E

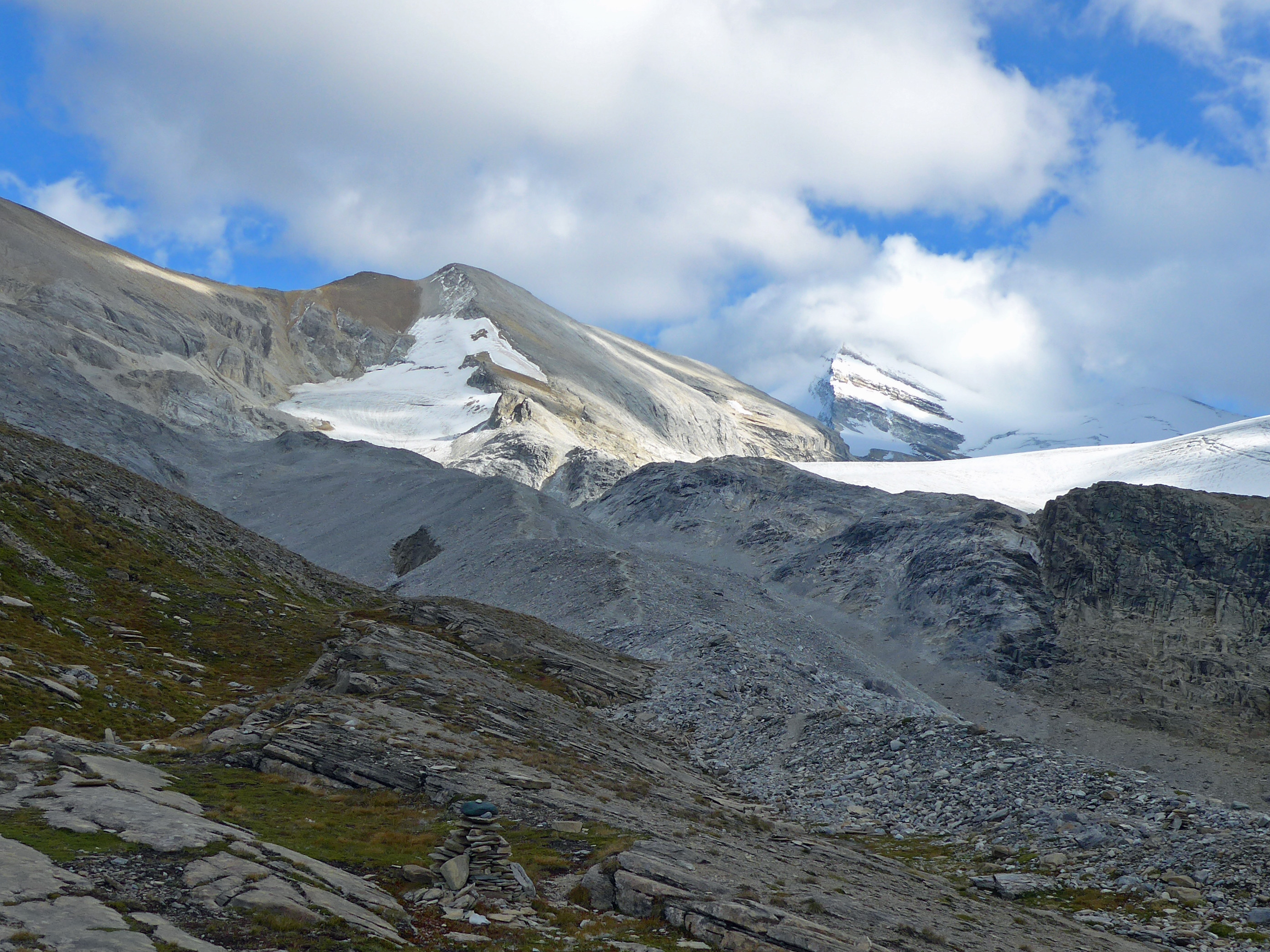

舍利山（Schöllihorn），是瑞士的山峰，位於該國西南部，由瓦萊州負責管轄，屬於本寧阿爾卑斯山脈的一部分，距離布魯涅格峰1公里，海拔高度3,500米。